# Explorer 4
Explorer 4 byl americký satelit, který vystartoval 26. července 1958. Přístroji jej vybavila skupina Dr. Jamese Van Allena. Ministerstvo obrany USA původně plánovalo dvě družice pro výzkum van Allenových pásů a zemské magnetosféry obecně.
Do kosmu jej vynesla raketa Juno I, měla válcovitý tvar, vážila 25,5 kg, jeden oběh jí trval 110,2 minut. Přístroje provedly první detailní zkoumání protonů a elektronů uvězněných v radiačních pásech. Ovšem analýza těchto údajů byla velice obtížná, protože Explorer 4 neočekávaně změnil směr. Sonda přestala odesílat signály po 71 dnech, 5. října 1958. V atmosféře však shořel až 23. října 1959, po 454 dnech od začátku mise.